# Windesheim
Windesheim – miejscowość i gmina w Niemczech, w kraju związkowym Nadrenia-Palatynat, w powiecie Bad Kreuznach, wchodzi w skład gminy związkowej Langenlonsheim-Stromberg. Do 31 grudnia 2019 wchodziła w skład gminy związkowej Langenlonsheim.